# Saint-Christophe-en-Oisans
Saint-Christophe-en-Oisans è un comune francese di 129 abitanti situato nel dipartimento dell'Isère della regione dell'Alvernia-Rodano-Alpi.
Si trova all'interno del parco nazionale des Écrins e nella valle dell'Oisans.

## Società

### Evoluzione demografica
Abitanti censiti

## Località
Località del comune sono: La Bérarde, Lanchâtra, Le Puy, Champébran, La Bernardière, Les Granges, Le Clos, Les Étages, Champhorent.